# هيربي جونز
هيربي جونز (بالإنجليزية: Herbie Jones)‏ هو عازف جاز أمريكي، ولد في 1926، وتوفي في 19 مارس 2001.

## وصلات خارجية
- هيربي جونز على موقع ميوزك برينز (الإنجليزية)
- هيربي جونز على موقع أول ميوزيك (الإنجليزية)
- هيربي جونز على موقع ديسكوغز (الإنجليزية)